# Necromys lactens

Necromys lactens este o specie de rozătoare din familia Cricetidae. Se găsește în Argentina și Bolivia, unde trăiește pe văile uscate din estul Anzilor. Uniunea Internațională pentru Conservarea Naturii a clasificat-o ca fiind neamenințată cu dispariția.

## Descriere
O rozătore din specia Necromys lactens atinge o lungime a capului și a corpului de 98–124 mm cu o coadă de 57–77 mm. Capul și spatele sunt de o nunață de maro-galben, cu linii fine de negru. Coastele sunt mai bogate în culori, fiind maro-roșcate sau scorțișorii, iar părțile inferioare sunt de o nuanță variabilă de scorțișoriu. Urechile au multe fire de păr și există aproape întotdeauna o pată albă pe bărbie sau gât. Coada este bicoloră, deasupra este maro-negricioasă și albicioasă sau de o anumită nunață de maro-galben dedesubt. Ghearele sunt lungi și sunt ascunse în smocuri de păr alb.

## Răspândire și habitat
Necromys lactens este originară din versanții estici ai Anzilor din centrul și sudul Boliviei și nordul Argentinei. Habitatul său specific este alcătuit din pășunile Puna⁠(en)[traduceți] din văile uscate. În Bolivia se găsește la altitudini de aproximativ 2.000–4.000 m, iar în Argentina la altitudini de aproximativ 1.500–3.100 m.

## Stare de conservare
Necromys lactens este o specie comună în habitatul adecvat din arealul său larg. Este tolerantă la un anumit grad de modificare a habitatului, unele dintre pășunile Puna fiind utilizate din ce în ce mai mult pentru pășunatul bovinelor, dar nu se adaptează vieții în terenurile cultivate. Uniunea Internațională pentru Conservarea Naturii a clasificat-o ca fiind neamenințată cu dispariția, considerând că orice scădere a numărului de indivizi ai populației nu este suficient de rapidă încât să justifice plasarea acesteia într-o categorie mai amenințată.